# アレクサンドロ・バルボーサ・フェリスビーノ
アレクサンドロ（Alecsandro）ことアレクサンドロ・バルボーサ・フェリスビーノ（ポルトガル語: Alecsandro Barbosa Felisbino、1981年2月4日 - ）は、ブラジルの元サッカー選手。現役時代のポジションはFW。

## クラブ歴
ECヴィトーリアで選手となり、スポルチ・レシフェ、AAポンチ・プレッタ、クルゼイロECに期限付き移籍。2006年にクルゼイロに完全移籍し18試合10得点の結果を残すと、同年夏にスポルティング・クルーベ・デ・ポルトゥガルに期限付き移籍した。彼の代理人は2008年1月にクルゼイロを退団しパリ・サンジェルマンFCへの移籍を仄めかしたが、パリ・サンジェルマンからは興味に止まった。その1月にアル・ワフダ・アブダビに移籍した。
2009年1月28日にSCインテルナシオナルに完全移籍した。
2012年12月19日にフィリッピ・ソット、レオナルドとのトレードでアトレチコ・ミネイロに移籍、弟のリシャルリソンとチームメイトになった。
2014年1月にCRフラメンゴに移籍。同年のコパ・ド・ブラジルのアメリカ・ジ・ナタール戦で相手ディフェンダーと衝突し頭蓋骨骨折、手術の必要もあって同年の残りを棒に振った。
2017年にコリチーバFCに移籍。
2019年、ECサンベントに移籍。
2020年、セントロ・スポルチーヴォ・アラゴアーノに移籍。

## 家族
父のレラ、弟のリシャルリソン、義理の兄のデコもサッカー選手。

## タイトル
ヴィトーリア
- コパ・ド・ノルデステ: 1999
- カンピオナート・バイアーノ: 2000, 2002, 2003, 2005

クルゼイロ
- カンピオナート・ミネイロ: 2006

スポルティング
- タッサ・デ・ポルトガル: 2006-07

インテルナシオナル
- カンピオナート・ガウショ: 2009
- スルガ銀行チャンピオンシップ: 2009
- コパ・リベルタドーレス: 2010

ヴァスコ・ダ・ガマ
- コパ・ド・ブラジル: 2011

アトレチコ・ミネイロ
- カンピオナート・ミネイロ: 2013
- コパ・リベルタドーレス: 2013

フラメンゴ
- カンピオナート・カリオカ: 2014

パルメイラス
- カンピオナート・ブラジレイロ・セリエA: 2016